# Clóvis Graciano

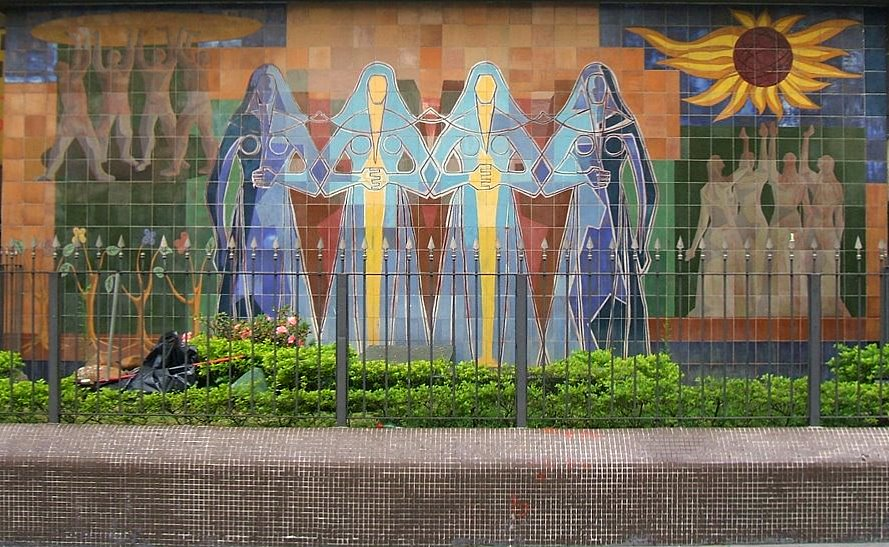
Mural de Clóvis Graciano en la fachada del Edificio Naciones Unidas en la Avenida Paulista, São Paulo, Brasil.

Clóvis Graciano (Araras, São Paulo, 29 de enero de 1907 – São Paulo, 29 de junio de 1988) fue un pintor, dibujante, escenógrafo, figurinista, grabador e ilustrador brasileño.

## Biografía
- 1927 - se empleó como ferroviario en el ferrocarril de Sorocaba en Conchas, al interior del estado de São Paulo, donde pintó postes, tableros, letreros y avisos para las estaciones ferroviarias.
- 1934 - se le transfirió a São Paulo como fiscal de consumo, pasando a partir de ese año a dividir su tiempo entre el empleo y el arte. Durante este periodo, favoreció su práctica artística por sobre su empleo, siendo despedido de este diez años después por abandono.
- 1937 - ya habiendo establecido contacto con el arte de Alfredo Volpi, Clóvis Graciano se instaló en el Palacete Santa Helena e integra, desde entonces, el Grupo Santa Helena con los artistas Francisco Rebolo, Mário Zanini, Aldo Bonadei, Fúlvio Pennacchi, además del propio Volpi.

Trabó amistad con Candido Portinari y, al final de la década de 1940, fue a estudiar a París, donde aprendió distintas técnicas de producción de murales, incluyendo el uso de mosaicos. A su retorno hacia Brasil, realizó diversos paneles: el mural Armistício de Iperoig, en la Fundación Armando Álvares Penteado (1962); el panel Operário, en la Avenida Moreira Guimarães (1979), murales en la Avenida Paulista y en el edificio del Diário Popular, entre otros.
En 1971 ejerce como director de la Pinacoteca del Estado de São Paulo, y es nombrado presidente de la Comisión Estatal de Artes Plásticas y del Consejo Estatal de Cultura.
Además de la pintura, Graciano se dedicó también a diversas actividades paralelas: dio clases de escenografía en la Escuela de Arte Dramática de São Paulo, e ilustró diários, revistas y libros, principalmente en los años 1980.
En el transcurso de toda su carrera, Graciano permaneció fiel al Figurativismo, no habiendo sentido jamás la seducción por el arte abstracto. Trató constantemente los temas sociales en su arte, como el de los «retirantes», además ser retratar temáticas de músicos y de danza. Algunos de sus cuadros, tales como «Flautista», en sus versiones de 1966 y 1967, o en «Clarinetista» del 1970, reflejan su amistad con Volpi al referenciar sus famosas banderitas en su representación de notas musicales.
Sus obras figuran en museos y colecciones privadas en Brasil y en el exterior.